# Союз капитана Форпатрила
«Союз капитана Форпатрила» (англ. Captain Vorpatril's Alliance) — научно-фантастический роман американской писательницы Лоис Макмастер Буджолд, опубликованный в США в ноябре 2012 года. Роман входит в состав цикла «Сага о Форкосиганах». По внутренней хронологии цикла действие происходит через несколько лет после романа «Дипломатическая неприкосновенность» и до романа «Криоожог». В 2013 году роман номинирован на премию «Хьюго». На русском языке роман вышел в 2015 году в издательстве АСТ.

## Сюжет
Главным действующим лицом романа является капитан Айвен Форпатрил, кузен имперского аудитора Майлза Форкосигана. Находясь на Комарре, Айвен спасает Теж Аркву, дочь джексонианского барона, за которой охотятся враги её отца. Чтобы помочь девушке, Айвен неожиданно для себя женится на ней по барраярскому обычаю, а потом привозит её на Барраяр. Вслед за девушкой на Барраяре неожиданно появляются её многочисленные родственники.

## Награды и номинации
- 2013: Премия «Хьюго» за лучший роман (номинация)